# Tramvajová měnírna Břevnov
Tramvajová měnírna Břevnov v Praze je transformační stanice, která stojí při tramvajové trati od Malovanky k obratištím Vypich a Bílá Hora proti vyústění ulice Tomanova.

## Historie
Transformační a usměrňovací stanice byla postavena v letech 1934–1935 pro Elektrické podniky hlavního města Prahy podle projektu architekta Josefa Mlíky stavitelem Bedřichem Drdem. Původním napojením na Zengerovu trafostanici na Klárově zajišťovala dodávku elektrické energie do Břevnova.
Objekt je rozdělen na dvě části - obytnou a provozní. Provozní část obsahuje strojovnu a místo pro transformátory a rozvody; zároveň má na střeše větrací nástavbu. Měnírna je obložena keramickým obkladem, má trubková zábradlí a pochozí střechu.